# Edoardo Albinati
Edoardo Albinati (n. 11 octombrie 1956, Roma, Italia) este un scriitor italian.
A câștigat Premiul Strega în 2016 pentru La scuola cattolica.